# Epicauta apicalis
Epicauta apicalis är en skalbaggsart som beskrevs av Dugès 1889. Epicauta apicalis ingår i släktet Epicauta och familjen oljebaggar. Inga underarter finns listade i Catalogue of Life.